# Argynnis lapponica
Argynnis lapponica is een vlinder uit de familie van de Nymphalidae. De wetenschappelijke naam van de soort is voor het eerst geldig gepubliceerd in 1790 door Eugen Johann Christoph Esper.